# المعاومة في الأشجار المثمرة
المعاومة في الأشجار المثمرة هي ظاهرة تبادل الحمل الثمري في الأشجار، (alternate fruit bearing)، حيث تكون سنين غزيرة الإنتاج، وأخرى قليلة أو ينعدم الحمل فيها،  وتعد ظاهرة المعاومة شائعة في العديد من أنواع أشجار الثمار، مما يتسبب في مشاكل اقتصادية في كمية الإنتاج، ولا يمكن للمزارع التنبؤ بهذه الظاهرة في كثير من الأحيان.

## أسبابها
- تظهر المعاومة بوضوح في الأشجار، من أصناف الحمضيات، التفاحيات، ونخيل البلح والزيتون والمانجا والكاكي وبعض أصناف اللوزيات والفستق الحلبي، ويقل ظهورها أو ينعدم عند بعض أنواع الأشجار المثمرة الأخرى.[6]
- العوامل البيئية وعمليات الخدمة الزراعية من تقليم وتسميد خاطئين، أو من إهمالها.[7]
- الظاهرة صفة وراثية تتوارثها أجيال الأنواع والأصناف من الأشجار.
- الحمل الثمري الزائد، أو الإصابات الحشرية والمرضية، التي تُصاب بها الأوراق والأزهار فتؤدي إلى أضرار جسيمة لها وللثمار العاقدة، فينعدم المحصول أو يقل بدرجة كبيرة.[8]

## أضرارها
- تعد المعاومة اقتصادياً من الظواهر السلبية التي تواجه مزارعي الأشجار المثمرة، ففي سنة الحمل الغزير، تكون ثماره صغيرة ورديئة، مقارنةً بالثمار الناتجة من أشجار مماثلة ذات حمل ثمري طبيعي.
- غزارة الإثمار تضعف الشجرة وتكسِّر فروعها بسبب ثقل الثمار.[9]

## تأثيرها على بعض الأشجار
- تشتهر شجرة الزيتون بميلها القوي نحو ظاهرة المعاومة (تبادل الحمل)، مما يؤثر بشدة على محصول الثمار من سنة إلى أخرى،أحد المشاكل التى تواجه مزارع الزيتون يكون المحصول غزيرا في عام وخفيفا أو معدوما في العام التالى.[10]
- عمر الأشجار حيث تتضح ظاهرة المعاومة في الأشجار كلما تقدم بها العمر.[11]
- تقل المعاومة في الأصناف التى تنضج ثمارها مبكرا.
- تزداد شدة المعاومة في الزراعات البعلية عن المروية.[12]

## الوقاية
وللحد من هذه الظاهرة ينصح بتشجيع تكوين نموات خضرية جديدة سنويا عن طريق:
- التقليم السنوى المناسب من متوسط إلى شبه جائر بعد سنة الحمل الخفيف.[13]
- رفع معدل الرى والتسميد في سنة الحمل الغزير .
- الرش بمحلول اليوريا بعد قمة الإزهار بـ 20 يوم.[14]